# Trop jeune pour être mère

Trop jeune être mère (Mom at Sixteen) est un téléfilm américain de Peter Werner, et diffusé le 21 mars 2005 sur Lifetime.

## Synopsis
Jacey, 16 ans, est la maman du petit Charlie, âgé de 5 mois. Alors qu'elle effectue sa rentrée dans un nouveau lycée, sa mère Terry cherche une solution pour éviter le scandale. Elle décide de faire passer Charlie pour son fils, permettant ainsi à Jacey d'avoir une scolarité normale. Mais ce mensonge empêche l'adolescente de partager cette expérience avec le père de Charlie. Elle trouve du réconfort auprès de Donna, sa conseillère d'orientation, qui découvre son secret et l'encourage à assumer sa maternité...

## Fiche technique
- Titre original : Mom at Sixteen
- Réalisation : Peter Werner
- Scénario : Nancey Silvers
- Photographie : Neil Roach
- Montage : Tod Feuerman
- Musique : Richard Marvin
- Société de production : Sofronski Productions, Von Zerneck Sertner Films
- Pays d'origine :  États-Unis
- Langue originale : anglais
- Durée : 86 minutes

## Distribution
- Danielle Panabaker (VF : Charlyne Pestel) : Jacey Jeffries[1]
- Jane Krakowski (VF : Véronique Alycia) : Donna Cooper[1]
- Clare Stone (en) (VF : Lutèce Ragueneau) : Macy
- Tyler Hynes (en) (VF : Alexandre Gillet) : Brad
- Colin Ferguson (VF : Philippe Vincent) : Bob
- Mercedes Ruehl (VF : Danièle Douet) : Terry Jeffries[1]
- Hollis McLaren (en) : Marlene
- Réjean Cournoyer (en) : Mr Cheevers
- Dawn McKelvie Cyr : Gretchen
- Megan Edwards (en) : Linda
- Matthew MacCaull : Dr Hughes
- Sabrina Jalees (en) : Sarah
- Deborah Allen : Pauline
- Anastasia Hill : Trea
- Leah Fassett (VF : Ariane Aggiage) : Gena
- Scott Smith : Charlie

 Source et légende : version française (VF) sur RS Doublage et selon le carton de doublage télévisuel.

### Accueil
Le téléfilm a été vu par environ 4,2 millions de téléspectateurs lors de sa première diffusion américaine.